# Monodactylus
Genre
Monodactylus est un genre de poissons de la famille des Monodactylidae. Ces espèces sont communément appelées « poissons doigts »[réf. nécessaire], le genre Monodactylus signifie "un seul doigt" en latin.

## Liste des espèces
Selon World Register of Marine Species (15 octobre 2023) :
- Monodactylus argenteus (Linnaeus, 1758) — Poisson lune argenté
- Monodactylus falciformis Lacepède, 1801
- Monodactylus kottelati Pethiyagoda, 1991
- Monodactylus sebae (Cuvier, 1829)  — Poisson lune africain

## Aquariophilie
Plusieurs espèces sont proposées dans les commerces d'aquariophilie notamment M. argenteus et M. sebae, parfois sous la dénomination de « poissons-lunes » en rapport avec la forme de leur corps. Leur reproduction en aquarium, n'a, semble-t-il, pas été réussie.

## Systématique
Le nom valide complet (avec auteur) de ce taxon est Monodactylus Lacépède, 1801.
Monodactylus a pour synonymes :
- Monodachtylus
- Psettias Jordan, 1906
- Psettus Commerson in Lacepède, 1801
- Psettus Cuvier (ex Commerson), 1829
- Stromatoidea Castelnau, 1861

## Étymologie
Le nom générique, Monodactylus, du grec ancien μόνος, mónos, « seul », et δάκτυλος, dáktulos, « doigt », fait référence à la nageoire ventrale de Monodactylus falciformis constituée d'un petit rayon épineux à peine visible chez les juvéniles.. Chez les adultes, ce rayon est rudimentaire ou absent.